# Josef Stummer
Josef Stummer, plným jménem Josef Wenzel Stummer, neformálně též Pepschl Stummer, nesprávně uváděn i jako Josef Sturmer (28. září 1834 Bystřice nad Úhlavou – 14. července 1903 Cheb), byl rakousko-uherský, respektive předlitavský státní úředník a politik, v letech 1899 – 1900 krátce ministr vnitra Předlitavska ve vládě Manfreda Clary-Aldringena.

## Biografie
Narodil se v Bystřici nad Úhlavou jako šestý potomek do početné rodiny Augusta Stummera (1789-1867), ředitele velkostatků knížat Hohenzollernů v západních Čechách. V roce 1852 absolvoval gymnázium v Klatovech a v letech 1853-1857 právnická studia na Karlo-Ferdinandově univerzitě v Praze. Působil jako okresní adjunkt v Kostelci nad Orlicí. V roce 1857 se stal aktuárem na okresním úřadu v Krumlově. Od roku 1864 zastával post aktuára na okresním úřadu v Kašperských Horách, v roce 1866 byl krátce okresním adjunktem v Kdyni, pak rovněž krátce civilním úředníkem v Bad Deutsch-Altenburg. I v následujících letech střídal úřednické posty: adjunkt okresního úřadu v Jindřichově Hradci (1867), okresní komisař v Krumlově (1868).
V zemských volbách v roce 1870 byl zvolen na Český zemský sněm, kde zastupoval kurii venkovských obcí, obvod Krumlov, Chvalšiny, Horní Planá. Rezignoval v srpnu 1871.
Roku 1873 se stal tajemníkem místodržitelství v Praze, kde působil na zemské školské radě. V roce 1874 usedl na post okresního hejtmana v Krumlově a od roku 1882 byl okresním hejtmanem v Chebu. V roce 1891 se přestěhoval do Prahy, kde nastoupil opět na místodržitelství. Roku 1893 získal titul dvorního rady.
V květnu 1894 nastoupil na ministerstvo vnitra ve Vídni jako ministerský rada a vykonával funkci zástupce místodržícího pro Čechy, Moravu a Slezsko. V roce 1898 obdržel titul c. k. tajného rady s nárokem na oslovení Excelence. Za zásluhy byl nositelem Řádu železné koruny III. třídy (1893) a komturem Řádu Františka Josefa (1896).
Jeho politická kariéra vyvrcholila koncem 19. století. V období 21. prosince 1899 – 18. ledna 1900 byl ministrem vnitra Předlitavska jako pověřený správce rezortu.
Po odchodu z vlády se odstěhoval do Chebu, kde roku 1903 zemřel. Pohřben je v Mariánských Lázních, kde se dosud zachoval i jeho náhrobek.

## Rodina
V roce 1865 se v Českém Krumlově oženil s Marií Terezií Duškovou (1841–1933), dcerou schwarzenberského lékaře a pedagoga MUDr. Ignáce Duška. Z manželství se narodily tři dcery, z nichž prostřední Marie (1871–1872) zemřela v dětství. Nejstarší dcera Josefína (1867–1949) byla manželkou státního úředníka Karla Pezellena, nejmladší Valerie (1875–1901) se provdala za lékárníka Herberta Bergera. 
Starší bratr Ignaz (1824–1876) byl právníkem a prezidentem krajského soudu v Plzni (1874–1876), další bratr Rudolf (1827–1891) působil ve státních úřadech a byl radou českého místodržitelství.